# Herr Markurells död
Herr Markurells död är en novell av den svenske författaren Hjalmar Bergman.

## Handling
Redan i Markurells i Wadköping får man veta att herr Markurell kommer att dö i blodförgiftning i oktober 1916. Här skildrar så Bergman förloppet i detalj.